# 中国人民解放军58式军服
中国人民解放军58式军服是中国人民解放军与1958年在55式军服上改进而来的一款军服样式，由于在1958年开始配发，所以称为58式军服。

## 概述
1958年1月18日，时任中华人民共和国国防部部长的彭德怀发布命令，在原来55式军服的基础上进行修改，发放了新设计的军衔领章，之前在55式军服上面佩戴军衔肩章改在节日，集会，外交，出国以及其他正式场合佩戴。1958年7月，根据中央军委扩大会议的决定，陆军、空军士兵船形帽取消，改为佩戴解放帽。陆军、空军军官平时也佩戴解放帽，仅海军军官平时佩戴大檐帽。陆军和空军军官大檐帽仅在节日、外交等场合搭配肩章时戴用。士兵军服改为散袖口，各级军官夏常服和尉官冬常服用料均改为棉平布制作；海勤士兵大肩章取消，改为军衔领章。

## 服装
58式军服的服装实在55式基础上改进的，最明显的特征在于常服取消了肩章和大檐帽。勋略章也不再佩戴，礼服也不再配发。原55式的大檐帽、肩章、斜跨武装带军服作为礼服使用。不再配发55式大礼服，所以1958年以后晋升新等级军衔的军官，并没有高级别礼服。58式军官常服，不再佩戴勋略、军衔改为领章、佩戴解放帽、不佩戴斜跨。新配发的军服和士兵一样，统一采用棉平布。士兵则取消了船型帽，服装的紧袖口也改为了散袖口。海军岸勤士兵和海军航空兵士兵不再穿着水兵服，而是换发和陆军版型一样的藏蓝色常服、佩戴解放帽。海军士兵大衣大肩章取消，改为军衔领章。58式军服其实并没有全部取消船型帽，海军的潜艇部队还保留船型帽，直至1965年。1961年开始，解放军还配发了以绒衣裤，棉衣，罩衣，衬衣裤等多层次冬服，于1962年定型生产，定名为62式军服，1964年正式装备部队。

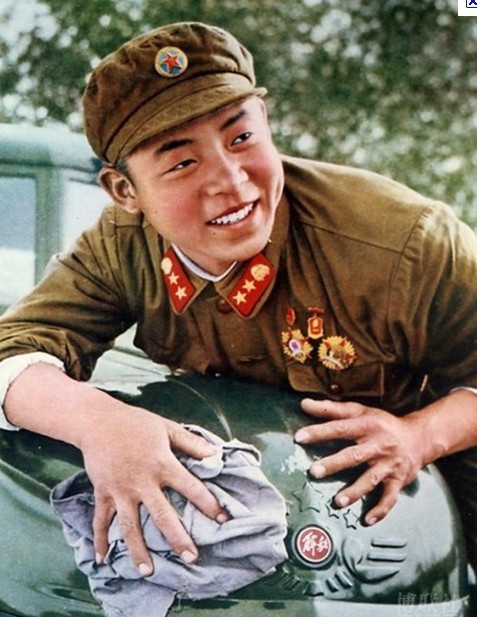
身着58式军服的雷锋

## 装饰

### 58式军衔领章
58式的军衔改为了领章样式，设计风格也不再遵循55式军衔的苏式风格。
| 55式军服领章 |       |       |      |      |      |      |      |      |      |      |      |      |      |      |
| ------------ | ----- | ----- | ---- | ---- | ---- | ---- | ---- | ---- | ---- | ---- | ---- | ---- | ---- | ---- |
| 陆军         |       |       |      |      |      |      |      |      |      |      |      |      |      |      |
| 海军         |       |       |      |      |      |      |      |      |      |      |      |      |      |      |
| 空军         |       |       |      |      |      |      |      |      |      |      |      |      |      |      |
| 名称         | 元帅  | 大将  | 上将 | 中将 | 少将 | 大校 | 上校 | 中校 | 少校 | 大尉 | 上尉 | 中尉 | 少尉 | 准尉 |
| 北约代码     | OF-10 | OF-10 | OF-9 | OF-8 | OF-7 | OF-6 | OF-5 | OF-4 | OF-3 | OF-2 | OF-2 | OF-1 | OF-1 | OF-1 |

### 60式兵种标识
1960年，解放军开始使用新的兵种符号，由于当时解放军的编制和体制变化，新增了一些兵种。而且由于中苏交恶和在中国自行生产的武器装备在解放军增多，在原来55式兵种标识设计上进行了较大的改动，例如原来汽车兵标识由苏联的嘎斯汽车改为解放牌汽车，装甲兵标识由原来的T-34坦克改为59式坦克，炮兵标识也由原来的交叉中国古代火炮样式改为了当时解放军装备的主要型号火炮。还有当时军队的一些编制体制和结构作了较大变动，其中增加、调整了许多兵种专业，比如特殊工程、水电工程等新的兵种和单位。
再加之当时解放军对于兵种标识的管理体系不严格，造成了兵种标识的生产和佩戴极其混乱，同一军的同一兵种的标识佩戴都有所不同。以装甲兵标识来说，当时出现了五种不同的标识。